# Market Square Heroes
Market Square Heroes to pierwszy singel wydany przez zespół Marillion. Niedługo po nim ukazał się album Script for a Jester’s Tear.

## Lista utworów
1. Market Square Heroes
2. Three Boats Down From a Candy
3. Grendel